# 알리야 오브라이언
알리야 오브라이언(Aliyah O'Brien, 1981년 5월 7일 ~ )은 캐나다의 배우, 영화배우이다.
빅토리아에서 태어났다.

## 방송
- 테이크 투

## 영화
- 뜻밖의 룸메이트 (2017년)
- 몬스터 트럭 (2016년)
- 투모로우랜드 (2015년)
- 시티즌 제인 (2014년)
- 이프 아이 스테이 (2014년)
- 더 우즈 (2013년)
- 아이스 투모로우 (2013년)
- 인디 조네싱 (2012년)
- 맥시멈 컨빅션 (2012년) - 샤롯데 역